# عبد الحميد الدغيدي

## خدمته العسكرية:
تخرج اللواء عبد الحميد الدغيدي من الكلية الحربية عام 1938 ضمن دفعة عبد اللطيف البغدادي ثم التحق بعدها بـالكلية الجوية وبعد تخرجه ببضعة سنوات وفي بداية الأربعينات تولى قيادة "قاعدة أنشاص الجوية " ثم تولى قيادة مدرسة ميكانيكا الطيران في منتصف الأربعينات وفي نهايتها تولى قيادة المقر الجوي العام قبل أن يتولى قيادة "قاعدة ألماظة الجوية" في بداية الخمسينات.
حصل  اللواء عبد الحميد الدغيدي على ماجستير في العلوم العسكرية من الهند عام 1956 وفى أثناء دراسته وقعت أحداث العدوان الثلاثي .
وبعد أن  عاد إلى مصر، تدرج في المناصب العسكرية فتولى قيادة قاعدة أبو صوير، ثم قاعدة الإسماعيلية، ثم تولى قيادة الكلية الجوية، ثم أصبح قائدًا جويًا للمنطقة الشرقية / الجبهة قبل حرب يونيو 1967. تم إحالته إلى التقاعد في 20 يونيو 1967 في أعقاب الهزيمة مباشرةً.

## شهادته عن حرب يونيو 1967:
يدعي اللواء الدغيدي في مذكراته بأنه حدث صدام بينه وبين الرئيس جمال عبد الناصر قبيل الحرب وتحديداً في 22 مايو 1967 أثناء قيام الرئيس الراحل، جمال عبد الناصر، بزيارة مركز القيادة المُتقدمة للقوات الجوية بصحبة المشير عبد الحكيم عامر حيث حاول اللواء الدغيدي، وفقاً لزعمه، تنبيه الرئيس إلى خطورة التورط في حرب دون استعداد كافي لها.
ثم يذكر اللواء الدغيدي أنه كان القائد الوحيد الذي تواجد في مقر قيادته للعمليات وعلى رأس طاقم العمليات في الوقت الذي غابت فيه معظم القيادات الأخرى عن مواقعها قبل وأثناء الهجوم نظراً لتواجدهم في مطار بير تمادا لاستقبال المشير عامر الذين كان سيقوم بزيارة للجبهة صباح يوم الهجوم.
أما فيما يتعلق بأسباب نجاح الضربة الجوية الإسرائيلية صبيحة 5 يونيو 1967، فقد ألقى اللواء الدغيدي باللائمة على كل من الفريق محمد فوزي رئيس الأركان والفريق صلاح محسن قائد الجيش الميداني والفريق محمد صادق مدير المخابرات الحربية.
فبالنسبة للواء، وقتئذ، محمد صادق، فقد حدد مدى طائرات العدو الميراج ب300 كم فقط مما ألزم القوات الجوية، التي كانت مسئولة عن الدفاع الجوي كذلك وقتئذ، بتوزيع دفاعاتها وفقا للمدى المقرر مما تسبب في تدمير الطائرات في كل المطارات بالمنطقة الشمالية والمركزية والجنوبية
كذلك يرى اللواء الدغيدي أن  الفريق فوزي مسئول عن نجاح الضربة الجوية الإسرائيلية حيث أن عدم وجوده في مقر القيادة وعدم تجهيز مقر القيادة العامة بالأطقم الكافية أدى إلى تعذر ورود إشارة الإنذار التي أرسلها الفريق عبد المنعم رياض قائد القوات العربية في الأردن حين رصدت محطة رادار عجلون إقلاع الطائرات الإسرائيلية من المطارات المختلفة وتم إرسال الإشارة المشفرة المتفق عليها وهي "عنب /عنب/عنب" إلى مركز القيادة التي لم يتواجد بها أحد ويدعي اللواء الدغيدي انه كان يمكن تجنيب القوات الجوية خسائر فادحة في حالة ورود هذه الإشارة إلى قيادة عمليات القوات الجوية.

وقد دافع الفريق فوزي عن نفسه من هذا الادعاء وذكر في مذكراته أن سبب عدم وصول الإشارة هو قيام ضابط الاتصالات بتغيير مفتاح الشفرة ويذكر ان هناك فرصة ثانية في أن يقوم ضباط الاتصال في مركز تلقي الإشارات الثانوي في القاهرة في مكتب وزير الحربية شمس بدران بفك شفرة الإشارة إلا أن الضابط لم يجد الوزير في مكتبة!!

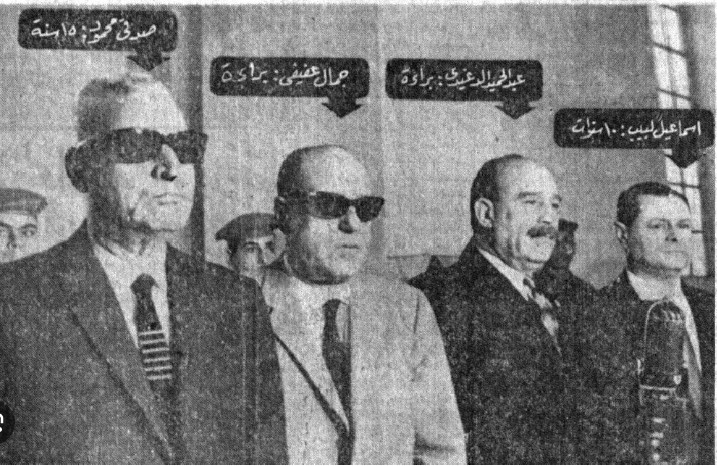

اما الفريق صلاح محسن قائد الجيش الميداني، فيرى اللواء الدغيدي أنه أسهم أيضاً في نجاح الهجوم الإسرائيلي حين تقاعس عن إبلاغ القيادة الجوية للجبهة عن الهجوم البري الإسرائيلي المبكر على قرية "أم بسيس"  على الحدود المصرية في تمام الساعة 7.15 صباح الخامس من يونيو 1967 ، أي قبل الهجوم الجوي بحوالي الساعتين ، وفي حالة ورود هذه الإشارة إلى القوات الجوية كان يمكن أن تتجنب تلقي الضربة الأولى على حد قوله.
  إلا أن أخطر ادعاء للواء الدغيدي في بيان أسباب الهزيمة صرح به في حديث لجريدة الأهالي في 29 يونيو 1983 وورد فيه أن طلعة جوية إستطلاعية في العريش تبين لها ليلة ٤ يونيو ١٩٦٧ أن العدو بدأ بالفعل تحركاته، وأن قوات العدو تمكنت من إحتلال الخط الواصل بين بيرين ورفح والشيخ زويد وأن العدو ينوي الهجوم في صباح اليوم التالي، ٥ يونيو. وبالفعل أرسل الدغيدي إشارة بهذا المعنى الساعة العاشرة والنصف ليلا لقيادة الجبهة، ولكن القادة كلهم كانوا قد تركوا أماكنهم إستعدادا لزيارة المشير عامر لمطار بير تماده المقرر لها صباح ٥ يونيو، وبالتالي فلم يؤخذ بها، إلا أن هذه الرواية تعد ضعيفة حيث لم يرد أي ذكر لها في أي مصدر أخر مستقل.

## محاكمته في قضية قادة الطيران 1968:
في أعقاب هزيمة يونيو 1967، اعتُقل اللواء الدغيدي ثم تقديمه إلى المحاكمة العسكرية. قضت المحكمة في 20 فبراير 1968 بمعاقبة قادة الطيران في نكسة 5 يونيو 1967 وهم: الفريق صدقي محمود بالسجن 15 سنة، وبراءة كل من جمال عفيفي وعبد الحميد الدغيدي، وسجن إسماعيل لبيب 10 سنوات.

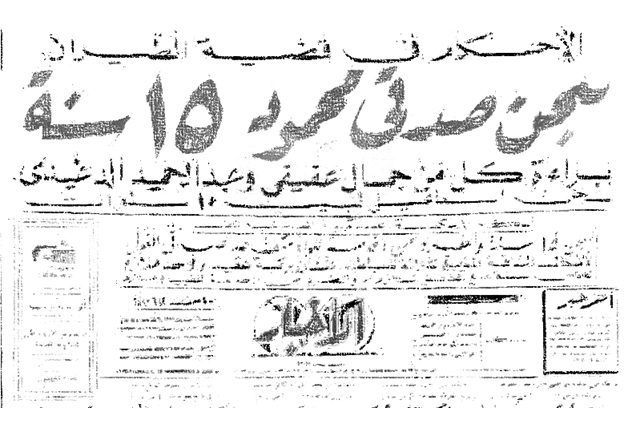

ونتيجة للمظاهرات التى حدثت في اعقاب إصدار الاحكام السابقة، قرر الفريق محمد فوزي إعادة المحاكمة مرة أخرى أمام المحكمة العسكرية الميدانية العليا والتي قضت في أغسطس 1968 ببراءته أيضاً.

## حياته بعد الخدمة العسكرية:
اعتزل اللواء الدغيدي الحياة العامة وتوارى عن الأنظار في أعقاب محاكمته بعد أن تعرض للمضايقات والتنمر من العامة والمحيطين به بسبب دوره في الحرب. عاش اللواء بعدها حياة هادئة وبعيدة عن الأضواء حتى وافته المنية في 16 سبتمبر 1993 عن عمر ناهز تسعة وسبعين عاماً.